# Психолошки ефекти употребе Интернета
Многи инстраживачи се баве проучавањем психолошких ефеката употребе Интернета. Неки истраживачи проучавају функционисање мозга корисника Интернета. Неке студије су показале да су те промене на мозгу штетне, док се друге противе тврдећи да су те промене корисне.

## Тврдње
Амерички писац Николас Кар тврди да употреба Интернета смањује дубока размишљања која воде до праве креативности. Он такође каже да хиперлинкови и прекомерне стимулације доводе до тога да мозак доноси само краткорочне одлуке. Кар такође тврди да превелика доступност информација на Вебу преоптерећује мозак и оштећује дугорочну меморију. Он каже да доступност стимуланса води до веома великог когнитивног оптерећења. Што отежава памћење.
Компијутерски научник Рамеш Ситараман тврди да су корисници Интернета нестрпљиви и склони томе да временом постану још нестрпљивији. In a large-scale research study У истраживању великих размера, спроведеном 2012. године, које је обухватало око милион корисника који су гледали снимке на Интернету, Кришнан и Ситараман показују да корисници одустану од гледања снимка уколико он не почне у року од две секунде. Као додатак, корисници са бржим протоком Интернета су одустали од гледања снимка брже од корисника чији је проток Интернета спорији.